# Hernando Tovar
Hernando Tovar Brizneda (1937. szeptember 17.  – )  kolumbiai válogatott labdarúgó.

## Pályafutása

### Klubcsapatban
1956 és 1965 között az Independiente Santa Fe játékosa volt. Csapatával két alkalommal nyerte meg a kolumbiai bajnokságot.

### A válogatottban
1962 és 1965 között 1 alkalommal szerepelt a kolumbiai válogatottban. Részt vett az 1962-es világbajnokságon.

## Sikerei
Independiente Santa Fe
- Kolumbiai bajnok (2): 1958, 1960

## Külső hivatkozások
- Hernando Tovar – a FIFA adatbázisában
- Hernando Tovar (portugál nyelven). zerozero.pt